# Farstahallen

Farstahallen (även Farsta sim- och idrottshall) är en central bad- och gymanläggning, belägen vid Farstaängsvägen 3 i Farsta strand. Anläggningen ägs av Stockholms kommun.
Farstahallen byggdes åren 1969-1975 genom Stockholms idrottsförvaltning efter ritningar av Gustaf Kaunitz arkitektkontor.  Anläggningen är uppförd i en respektive två våningar, exempelvis är serveringsdelen mot nordväst i en våning medan idrottshallen, simhallen och entréhallen är uppförd i två våningar. 
Arkitekten valde att göra Farstahallens olika funktioner avläsbara utifrån. Serveringen är en lägre del i nordväst; idrottshallen är en indragen och tydligt uppskjutande volym i nordost medan simhallen är en separat byggnadskropp i sydöst, vilken bara förbinds med resten av anläggningen genom en lägre länkbyggnad. Simhallen har utåtlutande fasader, och stora partier i övervåningen med svart träpanel. Stommen är av betong och stål, fasaderna är gestaltade med tegel, träpanel och stora fönsterytor.
Farstahallen fick viss uppmärksamhet när den fungerade som kuliss i TV4:s tv-serie Tre Kronor, där den användes som restaurang och idrottshallen "Tre Kronor". 
2011-2012 byggdes Farsta sim- och idrottshall om.

## Bilder

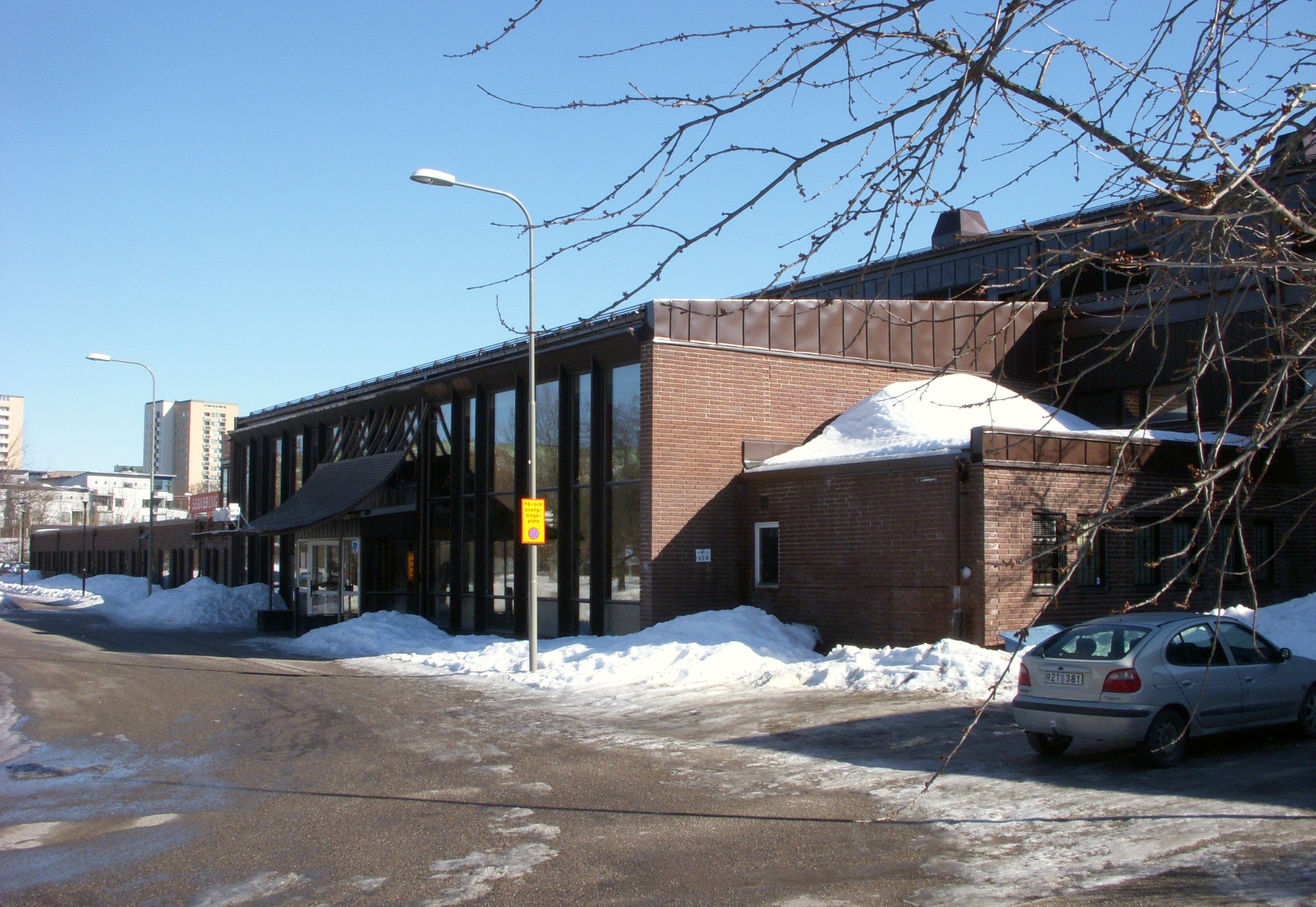
Entrésidan
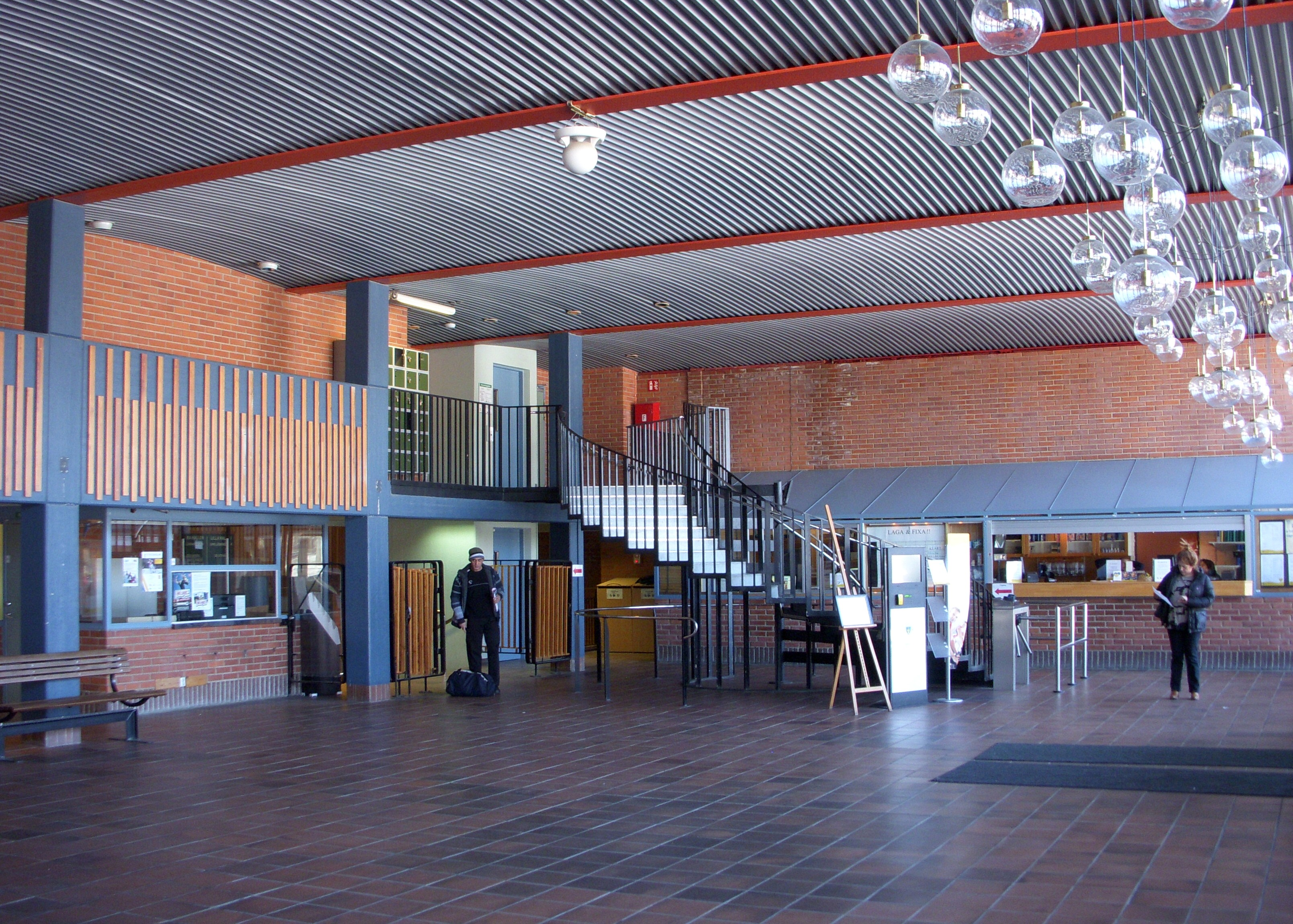
Entréhallen
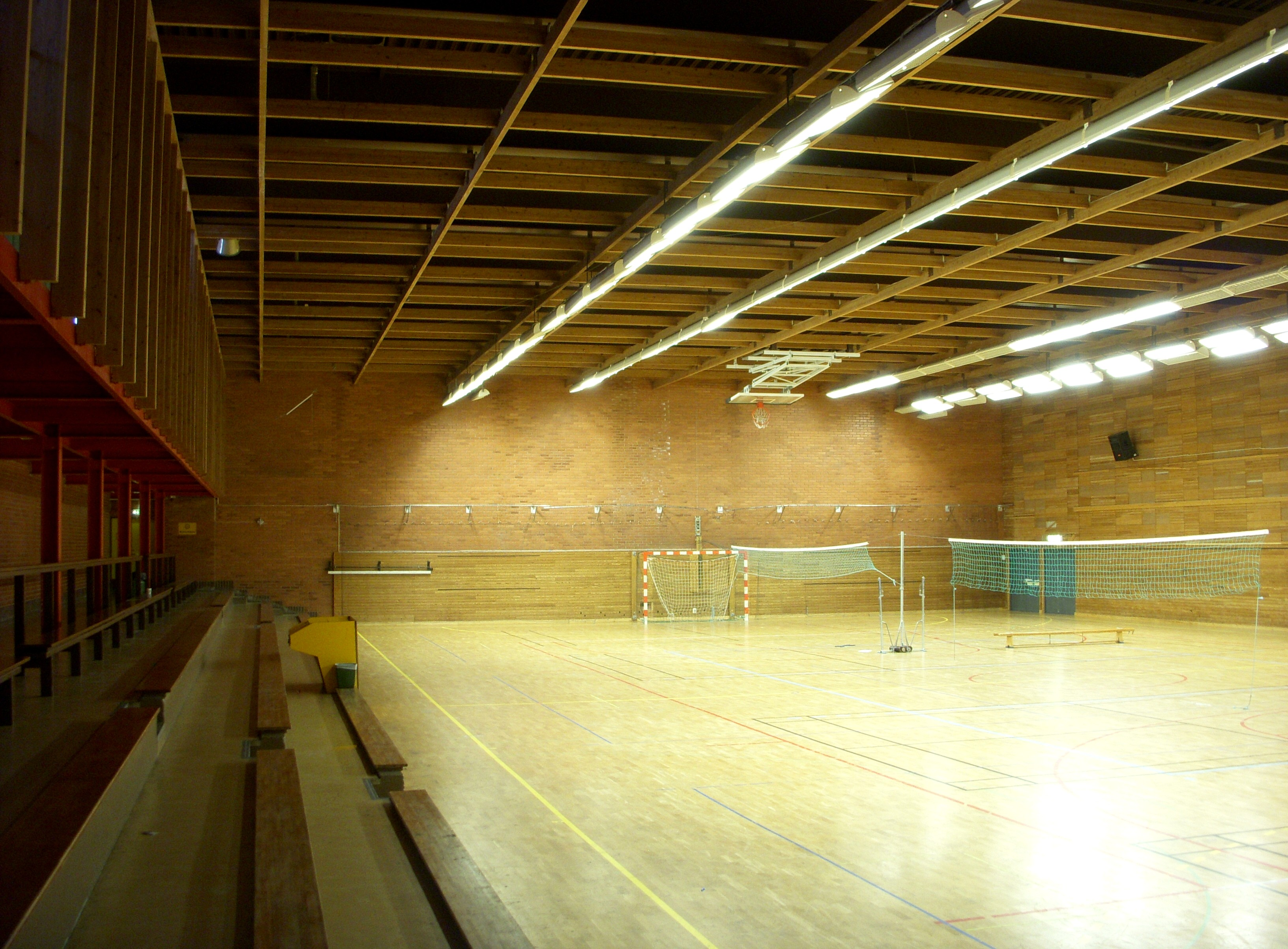
Idrottshallen
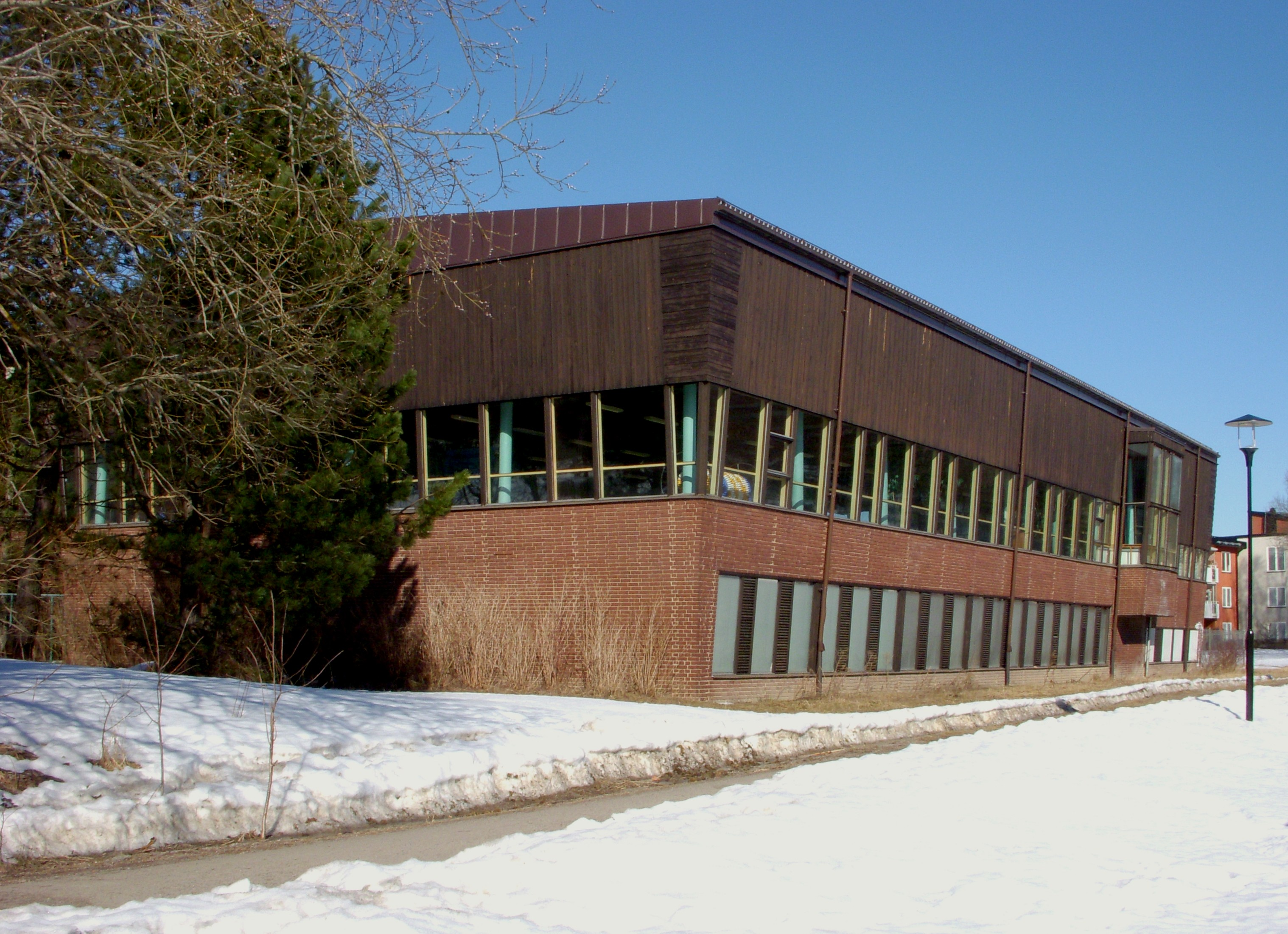
Simhallen